# Lizzy Schouten
Catherina Elisabeth "Lizzy" Schouten (1887-1967) was een Nederlandse kunstschilder, graficus, tekenaar en etser. Haar werk omvatte vooral portretten. 

## Biografie
Schouten werd geboren op 28 april 1877 in Amsterdam . Ze studeerde aan de Rijksakademie van beeldende kunsten in Amsterdam. Haar docenten waren onder andere Carel Lodewijk Dake, Pieter Dupont, Bart van Hove en Nicolaas van der Waay. In 1939 was haar werk te zien op de tentoonstelling en veiling Onze Kunst van Heden in het Rijksmuseum in Amsterdam. Ze was lid van de verenigingen Arti et Amicitiae, Kunstenaarsvereniging Sint Lucas, en de Kunstenaarsvereniging Laren-Blaricum.
In 1910 trouwde Schouten met collega-kunstenaar Co Breman. Na hun huwelijk verbleef het paar twee jaar in Italië. Ze overleed op 21 oktober 1967 in Laren, Noord-Holland.